# Antipterna naias
Antipterna naias es una especie de mariposa de la familia Oecophoridae.
Fue descrita científicamente por Meyrick en 1902.